# Cupa Națiunilor Europene 1960
Cupa Națiunilor Europene 1960 (Euro 1960) a fost prima ediție a Campionatului European de Fotbal și s-a desfășurat între 6 și 10 iulie în Franța. Doar 17 reprezentative au intrat în competiție, lipsind unele nume mari între care Germania de Vest, Italia, Anglia și Țările de Jos. Meciurile din preliminarii s-au disputat în sistemul tur-retur, pe rând cele două combatante fiind gazde. Doar semifinalele și finala au avut loc într-un turneu final, găzduit de una dintre cele patru selecționate prezente în careul de ași.

## Stadioane
| \| Paris Marsilia \| |
| Paris                |
| Parc des Princes     |
| Capacitate: 40.000   |
|                      |
| Marsilia             |
| Stade Vélodrome      |
| Capacitate: 40.000   |
|                      |
| Paris Marsilia       |

## Participanți
| Țara              | Calificată ca                       | Data calificării | Alte prezențe1 |
| ----------------- | ----------------------------------- | ---------------- | -------------- |
| Cehoslovacia      | Câștigătoarea sferturilor de finală | 29 mai 1960      | 0 (debut)      |
| Franța (gazdă)    | Câștigătoarea sferturilor de finală | 27 martie 1960   | 0 (debut)      |
| Uniunea Sovietică | Abandon                             |                  | 0 (debut)      |
| Iugoslavia        | Câștigătoarea sferturilor de finală | 22 mai 1960      | 0 (debut)      |

1Uniunea Sovietică s-a calificat după ce Spania a refuzat să facă deplasarea.

## Turneul

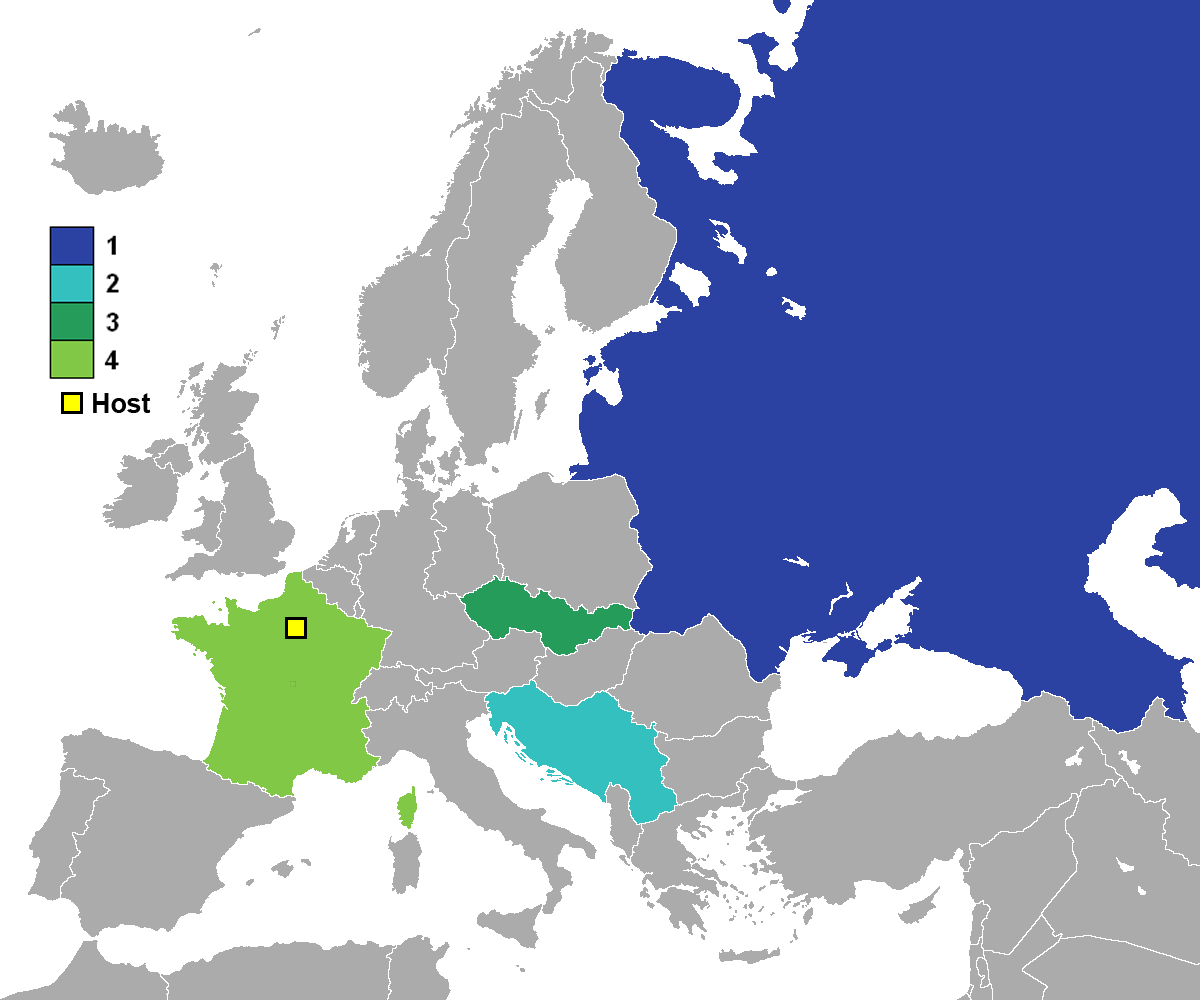
Finalistele Cupei Națiunilor Europene 1960.

|  | Semifinale        | Semifinale     |   |                   | Finala                     | Finala |  |
|  |                   |                |   |                   |                            |        |  |
|  | 6 July – Marsilia |                |   |                   |                            |        |  |
|  | Cehoslovacia      | 0              |   |                   |                            |        |  |
|  | Uniunea Sovietică | 3              |   |                   |                            |        |  |
|  |                   |                |   |                   |                            |        |  |
|  |                   |                |   |                   | 10 July – Paris            |        |  |
|  |                   |                |   |                   | Uniunea Sovietică (a.e.t.) | 2      |  |
|  |                   | Iugoslavia     | 1 |                   |                            |        |  |
|  |                   |                |   |                   |                            |        |  |
|  |                   |                |   |                   |                            |        |  |
|  |                   |                |   |                   | Finala mică                |        |  |
|  | 6 July – Paris    | 6 July – Paris |   | 9 July – Marsilia | 9 July – Marsilia          |        |  |
|  | Franța            | 4              |   | Cehoslovacia      | 2                          |        |  |
|  | Iugoslavia        | 5              |   |                   | Franța                     | 0      |  |

### Semifinale
| Franța                                    | 4–5    | Iugoslavia                                       |
| ----------------------------------------- | ------ | ------------------------------------------------ |
| Vincent 12' Heutte 43', 62' Wisnieski 53' | Raport | Galić 11' Žanetić 55' Knez 75' Jerković 78', 79' |

| Cehoslovacia | 0–3    | Uniunea Sovietică              |
| ------------ | ------ | ------------------------------ |
|              | Raport | Ivanov 34', 56' Ponedelnik 66' |

### Finala mică
| Cehoslovacia            | 2–0    | Franța |
| ----------------------- | ------ | ------ |
| Bubník 58' Pavlovič 88' | Raport |        |

### Final
| Uniunea Sovietică             | 2 – 1 (prel.) | Iugoslavia |
| ----------------------------- | ------------- | ---------- |
| Metreveli 49' Ponedelnik 113' | Raport        | Galić 43'  |

| Câștigătoarea Cupei Națiunilor Europene 1960 |
| -------------------------------------------- |
| URSS Primul titlu                            |

## Statistici

### Golgheteri
2 goluri
- Valentin Ivanov
- Viktor Ponedelnik
- Milan Galić
- Dražan Jerković
- François Heutte

1 gol
- Tomislav Knez
- Ante Žanetić
- Vlastimil Bubník
- Ladislav Pavlovič
- Jean Vincent
- Maryan Wisnieski
- Slava Metreveli

### Cel mai rapid gol
11 minute: Milan Galić (Iugoslavia - Franța)

### Premii
Echipa UEFA a Turneului
| Portar    | Fundași           | Mijlocași       | Atacanți            |
| Lev Iașin | Vladimir Durković | Igor Netto      | Slava Metreveli     |
|           | Ladislav Novák    | Josef Masopust  | Milan Galić         |
|           |                   | Valentin Ivanov | Viktor Ponedielnik  |
|           |                   |                 | Dragoslav Šekularac |
|           |                   |                 | Bora Kostić         |

## Legături externe
- 1960 Nations Cup Review Arhivat în 8 septembrie 2008, la Wayback Machine. with images and video from the tournament